# California Dreamin' (film)
Pour la chanson, voir California Dreamin'.
Pour plus de détails, voir Fiche technique et Distribution.
California Dreamin’ (California Dreamin' (Nesfârșit)) est un film roumain de Cristian Nemescu, sorti en 2007.
Il a obtenu le Prix Un certain regard au festival de Cannes 2007.

## Synopsis
1999, pendant la guerre du Kosovo. Un train transportant des équipements militaires envoyés par l’OTAN a reçu l’accord verbal du gouvernement roumain pour traverser le pays en direction de la frontière avec la Serbie. Le convoi est placé sous la protection de soldats américains et de quelques soldats roumains. 
Mais lorsque ce petit monde arrive à Căpâlniţa, un village du fin fond de la Roumanie, voilà que le chef de gare, Doiaru, une sorte de mafioso local triste et désabusé, refuse de les laisser poursuivre leur route. Il réclame les autorisations officielles nécessaires au trajet. Sans papiers, impossible de repartir, assène-t-il ! Les militaires se retrouvent bloqués dans ce petit patelin à attendre de pouvoir finir leur mission.
Les heures passent et la situation n’évolue pas. Le chef de gare reste sur sa position. Les papiers officiels traînent. Le maire du village en profite pour organiser une fête en l’honneur des soldats, en espérant attirer l’attention de la presse sur son village et faire venir d’éventuels investisseurs...

## Fiche technique
- Titre : California Dreamin'
- Titre original : California Dreamin' (Nesfârșit)
- Réalisation : Cristian Nemescu
- Scénario : Catherine Linstrum, Cristian Nemescu, Tudor Voican
- Photographie : Liviu Marghidan
- Montage : Cătălin Cristuţiu
- Mixage : Cristinel Sirli
- Décors : Norris Spencer
- Costumes : Ioana Corciova
- Pays d'origine :  Roumanie
- Genre : Comédie dramatique
- Durée : 155 minutes
- Dates de sortie : 
  - 26 mai 2007 au festival de Cannes
  - 1er juin 2007 en Roumanie
  - 7 juillet 2007 au festival de La Rochelle
  - 7 septembre 2007 au festival de Toronto
  - 2 janvier 2008 en  France
  - 9 janvier 2008 en  Belgique
  - 17 février 2008 au festival de Portland

## Distribution
- Răzvan Vasilescu : Doiaru, le très puissant chef de gare de Căpâlniţa.
- Ion Sapdaru : le maire de Căpâlniţa, prêt à tout pour redorer le blason de sa bourgade.
- Armand Assante : le capitaine Doug Jones, le chef du convoi.
- Jamie Elman : le sergent David McLaren; un militaire américain plutôt introverti, séduit par Monica.
- Maria Dinulescu : Monica, la fille unique de Doiaru, amoureuse de David.
- Alexandru Margineanu : Andrei, un grand garçon du village un peu gauche, amoureux secret de Monica.
- Gabriel Spahiu (en) : le meneur des grévistes de l'usine, père d'Andrei.
- Constantin Dita : Paul, le fils du maire et dragueur largué par Monica.
- Andi Vasluianu : Marian, le soldat roumain interprète.
- Sabina Branduse : Despina.
- Cristi Olesher : Doiaru enfant, en août 1944.
- Catalina Mustata : Ana, la femme du maire.
- Radu Gabriel : Stelica.
- Alexandru Georgescu : le caporal Tanase.
- Andrei Vasluianu : le soldat Marian.
- Eduard Dumitru : Mitroi.
- Cornel Bulai : Costel
- Ionut Brancu : le ministre des transports
- Tomi Cristin : le Ministre des Affaires étrangères
- Teodor Corban : le secrétaire d'État

## Autour du film
- Le jeune et très prometteur réalisateur Cristian Nemescu est disparu tragiquement dans un accident de voiture à Bucarest en août 2006, sans avoir terminé le montage de son film, tâche menée à son terme par son entourage artistique.
- Le titre original roumain est Nesfârşit, qui signifie « sans fin » : le village de Căpâlniţa (Kápolnásfalu), dans lequel se déroule l’essentiel de l’action, fonctionne comme une métaphore du monde, d’où l’on ne sort jamais.
- Le titre international California Dreamin' correspond à une chanson célèbre des The Mamas and the Papas.

## Récompenses
- Prix Un Certain Regard au festival de Cannes 2007